# 斯韦特兰娜·阿纳斯塔索夫斯卡
斯韦特兰娜·阿纳斯塔索夫斯卡-奥布契娜（羅馬化：Svetlana Anastasovska-Obućina，1961年4月26日—），塞尔维亚女子手球运动员。她曾代表南斯拉夫参加1980年、1984年和1988年夏季奥林匹克运动会手球比赛，获得一枚金牌和一枚银牌。